# 福島西道路
福島西道路（ふくしまにしどうろ）は、福島県福島市の市街地の西側を沿うように走る国道13号のバイパス道路である。単に西道路とも呼ばれる。

## 概要
福島市中心部の国道4号、国道13号、特に両国道が接続する舟場町交差点から福島駅前にかけての混雑緩和のために1982年度から事業が開始された環状道路である。当初は福島西部環状道路という名で計画が勧められていた。1984年度から用地着手、1987年度から工事着手され1997年に国道115号から国道13号にかけての区間が一旦全線開通した。その後南進する計画が進められ、現在に至っている。
II期区間6.3 kmの開通時期については、これまで2026年度開通予定していたが、施工中の（仮称）浅川トンネルにおいて当初の想定を超える巨礫等が出現し、発破による破砕作業が追加になるなど、工事に時間を要しているため今後のトンネル工事の進捗を踏まえて工程を精査し、改めてお知らせするとしている。

### 路線データ
- 起点：福島県福島市大森
- 終点：福島県福島市南矢野目
- 全長：7.5km
- 車線数：片側2車線
- 最急勾配
  - 地上部 : 3 %
  - トンネル部 : 4 %
- 将来は国道4号につながる予定になっている。

## 歴史
- 1982年（昭和57年）度 - 事業計画策定
- 1984年（昭和59年）度 - 用地買収着手
- 1987年（昭和62年度） - 工事着手
- 1989年（平成元年）3月31日 - テレビユー福島東交差点～由添団地入口交差点　開通
- 1993年（平成5年）10月13日 - 松木内交差点～テレビユー福島東交差点　暫定2車線開通
- 1995年（平成7年）
  - 6月12日 - 八幡西交差点～松木内交差点　暫定2車線開通
  - 10月4日 - 由添団地入口交差点～飯坂街道交点　暫定2車線開通
- 1997年（平成9年）3月30日 - 泉高架橋～西道路入口交差点　暫定2車線開通
- 2000年（平成12年）3月23日 - 谷地北交差点～テレビユー福島東交差点　4車線化
- 2001年（平成13年）3月27日 - 由添団地入口交差点～清水支所入口交差点　4車線化
- 2003年（平成15年）
  - 3月25日 - 清水大橋北詰～西道路入口交差点　4車線化
  - 8月8日 - 松木内交差点～谷地北交差点4車線化
- 2005年（平成17年）11月30日 - 泉高架橋　4車線化
- 2007年（平成19年）3月24日 - 大森街道端～八幡西交差点　暫定2車線開通、清水大橋　4車線化
- 2009年（平成21年）3月31日 - 南福島停車場線交点（現在の起点）～大森街道端交差点　暫定2車線開通
- 2010年（平成22年）3月27日 - 起点～松木内交差点　4車線化

## 特徴
住宅地を貫くが、立体交差や側道により交差点が少ない設計となっている。
沿道にイオン福島店、ヨークベニマルなどの大型商業施設やロードサイド店舗が立ち並び、矢野目地区は福島市の一大商業地となった。このため、これらの店に対し駐車場の確保しにくい中心市街地の衰退が一層深刻化してきている。
碁盤の目のような形状の住宅地を斜めに貫くため、デッドスペースが多く生まれた。そのスペースはポケットパークと呼ばれる小規模な公園や植栽に使われている。
平成20年代後半には、福島南バイパスの福島県立医科大学周辺まで延伸される計画が決定された。国道4号近くの丘陵部をトンネルで抜けるか、高架橋で抜けるか案が分かれていたが、維持管理費（事業費は同程度）や冬期の安全性の観点から優位なトンネル案が概略計画として確定した。
2010年（平成22年）3月27日、国道115号を立体交差で越え、都市計画道路小倉寺大森線を経由して国道4号福島南バイパス黒岩交差点までのルートが開通した。

## 道路施設
（仮）浅川トンネル
- 全長：1,783 / 1767m（上り / 下り）[2]

（仮）平田川橋
- 全長：45m[2]

（仮）濁川橋
- 全長：58m[2]

（仮）西ノ内跨道橋
- 全長：56m[2]

以上は現在建設中の区間の構造物である。
大森川橋
- 全長：23.9 / 24.8m（上りAランプ/下りDランプ）
- 幅員：10.4 / 12.5m
- 竣工：2009年[3]

大森字西ノ内から字街道端に至り、一級水系阿武隈川水系大森川を渡る。大森街道端交差点のすぐ南に位置し、橋上は上りは片側2車線、下りは右折車線を含め3車線で供用されている。西ノ内跨道橋の側道部に位置し、現在本線橋梁が建設されている。
吉倉跨道橋
- 全長：48.5m
- 幅員：8.5m×2
- 竣工：2009年[3]

吉倉字八幡にて国道115号福島西バイパスを渡る、八幡西交差点の本線オーバーパス部である。
馬川橋
- 全長：7.0m
- 幅員：11.0m×2
- 竣工：1994年[4]

吉倉字八幡にて一級水系阿武隈川水系馬川を渡る。八幡西交差点の山形方面側道部にあたり、上り2車線、下り1車線にて供用されている。
西大橋
- 全長：414.5m
- 幅員：11.5m×2
- 竣工：1990 / 1999年[5][4]

仁井田字西下川原から下野寺字鶴巻に至り、一級水系阿武隈川水系荒川とその周辺の市道を渡る。
吾妻高架橋
- 全長：371.3m
- 幅員：8.5m×2
- 竣工：1994 / 2001年[5][4]

北中央1丁目、東中央3丁目から笹木野を経て八島田字琵琶渕、野田町字道端に至り、JR奥羽本線とそれに沿う福島県道310号庭坂福島線、及び周囲の市道を渡る。
泉高架橋
- 全長：340.0m
- 幅員：11.4m
- 形式：13（5+5+3）径間連続PC中空床版橋[6]
- 竣工：1997 / 2002年[7]

泉字泉川から字一本橋に至り、福島交通飯坂線とそれに沿う福島県道3号福島飯坂線、及び周囲の市道を渡る。先に竣工した上り線側橋梁には2004年に制震ダンパーを用いた耐震補強が行われた。
清水大橋
- 全長：266.0m
  - 主径間：64.0m[8]
- 幅員：11.5m×2
- 形式：5（3+2）径間連続PC中空床版橋+3径間鋼連続箱桁橋[6]
- 竣工：1997年[5]

泉字下川原から北沢又字川下釜に至り、一級水系阿武隈川水系松川を渡る。

## 主な接続路線
- 福島県道362号南福島停車場線（都市計画道路小倉寺大森線）（福島市大森）
- 福島県道148号水原福島線（福島市大森 大森街道端交差点）
- 国道115号（福島市吉倉 八幡西交差点 当路線のオーバーパス）
- 福島県道126号福島微温湯線（福島市仁井田 谷地北交差点）
- 福島県道70号福島吾妻裏磐梯線（福島市西中央 テレビユー福島東側交差点）
- 福島県道310号庭坂福島線（福島市野田町・山形方面のみのハーフインターのため郡山方面への相互進入は不可能）
- 福島市道泉萱場線（刑務所通り）(福島市泉 清水支所入口交差点・山形方面から県道3号への進入はこの路線を介する）
- 福島県道3号福島飯坂線（福島市泉・郡山方面のみのハーフインターのため山形方面への相互進入は不可能）
- 国道13号（福島市南矢野目 西道路入口交差点）